# Clorato reductasa
La clorato reductasa (EC 1.97.1.1) es una enzima presente en varias especies de bacterias y arqueas y que pertenece a una vía metabólica que faculta el metabolismo energético dependiente de oxígeno bajo condiciones anaeróbicas. Cataliza la siguiente reacción química:
AH
2 + ClO−
3 {\displaystyle \rightleftharpoons } A + H
2O + ClO−
2
Donde A puede ser una flavina o bencilviologen (1-bencil-4-(1-bencilpiridin- 4-il) piridina).
Por lo tanto, los dos sustratos de esta enzima son el compuesto A en estado reducido (AH
2), y clorato, mientras que sus productos son el compuesto A en estado oxidado, agua, y clorito.

## Clasificación
La enzima pertenece a la familia de las oxidorreductasas, más específicamente al grupo que comprende a aquellas oxidorreductasas que no encajan en ninguno de los otros grupos.

## Nomenclatura
El nombre sistemático de esta clase de enzimas es clorito:aceptor oxidoreductasa. Otro nombre con que se la conoce es clorato reductasa C.

## Papel biológico
Las bacterias reductoras de cloratos y percloratos utilizan los iones clorato altamente oxidados como aceptores finales de electrones para la oxidación de materia orgánica. La reducción del clorato ocurre en dos etapas, la reducción de clorato a clorito, seguida de la descomposición de este último en iones cloruro y oxígeno molecular. Este segundo paso, es uno de los pocos en los cuales se produce la formación de oxígeno en una reacción metabólica (otros ejemplos son la fotosíntesis, la detoxificación de especies reactivas de oxígeno, y con cierta probabilidad la reacción catalizada por la óxido nítrico liasa.
Las dos enzimas que catalizan la reducción del clorato, la clorato reductasa y la clorito dismutasa, son periplasmáticas, y han sido purificadas de varios organismos.
El transporte de electrones desde la membrana interna de la bacteria, hacia la clorato reductasa soluble presente en el periplasma se encuentra mediada por moléculas de citocromo c solubles, mientras que otros citocromos C adicionales presentes en el periplasma, parecen ser los donantes de electrones necesarios para la oxidasa terminal.
Se cree que el oxígeno producido en este proceso puede ser utilizado ya sea por oxidasas terminales o por monooxigenasas para atacar hidrocarburos, permitiéndole a los organismos que la poseen, el hacer uso de enzimas dependientes de oxígeno en condiciones anaeróbicas para producir energía.

## Taxones
Algunos de los taxones donde se ha demostrado la presencia de esta enzima incluyen: Alicycliphilus denitrificans, Azospira oryzae, Dechloromonas aromatica, Ideonella dechloratans, Pseudomonas chloritidismutans y Sulfolobus islandicus